# Бронница (Новгородская область)
Бро́нница — село, административный центр Бронницкого сельского поселения в Новгородском муниципальном районе Новгородской области.
Село расположено в 25 км от областного центра города Великий Новгород на старом участке федеральной автомагистрали «Россия» (М10, E 105 Москва — Санкт-Петербург), (т. н. новый участок — по окружной шоссейной дороге в объезд Великого Новгорода). Основная территория расположена вдоль автомобильной дороги между мостом через Мсту и мостом через Нишу, за которым расположен ближайший крупный населённый пункт — посёлок Пролетарий.

## История
Впервые Бронница упоминается в летописях под 1268 годом в связи со встречей князя Ярослава Ярославича с новгородцами, просившими его вернуться в Новгород.
В 1386 году в Броннице был стан Дмитрия Донского, шедшего походом на Новгород.
Здесь же стоял передовой отряд Ивана III в 1477 году во время Московско-новгородской войны (1477—1478)
В 1569 году Иван Грозный разорил село.
В период Смутного времени во время Русско-шведской войны 1610—1617 гг. (швед. Ingermanländska kriget «Ингерманландская война») в 1614 году под Бронницей встало лагерем русское войско боярина князя Дмитрия Трубецкого, направлявшееся на освобождение Новгорода от шведов, однако в результате упредительного шведского удара и последовавшей за этим битвой понесло поражение. В результате победы под Бронницей, шведы смогли оправиться от неудачи при осаде Тихвина и приступили к осаде Гдова, который прикрывал с севера дорогу на непокорившийся им Псков.
В Российском государственном архиве древних актов сохранился уникальный документ по истории Бронницы. Это древний чертеж земель по берегам рек Мста и Глушица в окрестностях Бронницкой ямской слободы Деревской пятины Новгородского уезда 1679 года. Документ зафиксировал исторический ландшафт в окрестностях Бронницкой ямской слободы, существовавший в эпоху позднего Средневековья. Помимо Бронницкой слободы, на чертеже особо отмечены: село Загорицы, погост Боженки, деревня Кривое Колено, пустоши Молково и Пожежа, реки Мста и Глушица, прочие детали ландшафта, хозяйственные постройки.
Выполненный в красках чертеж окрестностей Бронницкой ямской слободы был создан в Поместном приказе Кремля в 1679 г. в ходе разбирательства спорного дела между братией новгородского Антониева монастыря и бронницкими ямщиками о владельческой принадлежности пустоши Пожежа в Бронницком погосте Деревянской пятины Новгородского уезда.
Во времена Российской империи село относилось к Новгородскому уезду Новгородской губернии.
С 1927 года, после упразднения Новгородской губернии, село было центром Бронницкого района в Новгородском округе Ленинградской области. Постановлением президиума Ленинградского облисполкома от 11 марта 1931 года Бронница была переименована в село Мста, а район в Мстинский, ВЦИК это постановление не утверждалось и по постановлению Президиума ВЦИК от 1 января 1932 года район был упразднён, а его территория передана в Новгородский и Крестецкий районы. В марте 1941 года вновь образован Мстинский район — за счёт разукрупнения Новгородского и Крестецкого районов, но уже с центром в посёлке Пролетарий. Мстинский район просуществовал до 1963 года.
Решением Новгородского облисполкома № 646 от 25 ноября 1974 года, деревни Боры и Эстьяны Мстинского сельсовета были включены в состав Бронницы.
До 1990-х годов в селе существовал колхоз «Урожай».

## Население
| 2010 |
| ---- |
| 2627 |

## Экономика, здравоохранение и социальная сфера
В сентябре 1942 года в прифронтовой полосе в Броннице открылся цех фарфорового завода, расположенного в посёлке Пролетарий, выпускавший технический фарфор — изоляторы, втулки, колодки. С 1 октября 1966 года цех был преобразован в государственное областное предприятие "Бронницкий фарфоровый завод «Возрождение», выпускающий в том числе и так называемую «Синюю — кобальтовую посуду». С 2003 года ЗАО «Возрождение».
В Броннице действуют:
- сельское хозяйство
Сельскохозяйственный производственный кооператив «Урожай»
Крестьянское хозяйство Пиреева И. И.
Крестьянское хозяйство Полякова В. Н.
Фермерское хозяйство Есиповича В. В.
- строительство
ООО «Мста»
- производство пиломатериалов
ООО «Старый зодчий»
- Почтовое отделение связи
- социальная сфера
Бронницкая средняя общеобразовательная школа
Дошкольное образовательное учреждение ДОУ № 28
Сельская библиотека
Музей «Земля Бронницкая»[9]
Физкультурно-оздоровительный центр
- здравоохранение
Врачебная амбулатория

## Достопримечательности
- Тридцатиметровый холм, на котором в начале XVII века находилась крепость. О «древней земляной крепосце» упоминал В. Н. Татищев. В XIX веке З. Д. Ходаковский при осмотре Бронницкой горы отметил на ней следы земляного вала. Однако современные раскопки никаких останков крепости не обнаружили.
- В 1908 году при раскопках с юго-восточной стороны горы было найдено древнее погребение. В нём обнаружили два сланцевых со сверлёными отверстиями и один полированный кремнёвый топор. Все предметы относятся ко 2-му тысячелетию до нашей эры[10].

- Каменная Введенская церковь 1769 года и холм, на котором она выстроена.
- Действующая церковь Спаса Преображения 1888 года постройки
- Бронницкий мост, построенный новгородским инженером Казимиром Рейхелем в XIX веке.

## Люди, связанные с Бронницей
- 9 мая 1923 года в Броннице родился Герой Советского Союза гвардии старший сержант Князев, Алексей Арсентьевич. Он совершил подвиг и погиб в бою 3 декабря 1943 года. А 3 июня 1944 года ему было посмертно присвоено звание Героя. В соседнем посёлке Пролетарий, где до 1941 года работал Алексей Арсеньевич, именем героя названа улица; в Броннице, на доме, где он жил, установлена мемориальная доска и учреждён спортивный приз имени Алексея Арсеньевича Князева[11].

## Археология
- Бронницкое городище датируется V—VIII веками[12][13]. Имело наибольшее сходство с укреплённым ступенчатыми эскарпами поселением Рюриково Городище 2 (VII—VIII века)[14]. Представляло собой обнесённый частоколом периметр, огораживающий насыпной холм с деревянной башней по типу крепостей «Мотт и бейли»[источник не указан 1477 дней].